# Артеміс Фаул (роман)

Обкладинка українського видання

«Артеміс Фаул» (англ. Artemis Fowl) — перша книга з серії науково-фентезійних романів ірландського письменника Йона Колфера про геніального хлопчика Артеміса Фаула і чарівний народ. Повна назва — «Артеміс Фаул. Розум проти чарів».

## Сюжет
Днадцятирічний Артеміс Фаул прагне відновити статки та статус мільярдерів своєї родини і хоче це зробити за допомогою золота Чарівного народу. Але чи вдасться це йому?

## Історія родини Фаулів
Так от, Фаули й справді були легендою злочинного світу. Багато поколінь Фаулів брали участь у таємній війні проти сил закону і правопорядку, аж поки накопичили досить засобів, щоб вийти на світло й узаконитися. Одначе, як слід було сподіватися, яскраве, яскраве світло законності не припало їм до вподоби, тож Фаули хутенько знов скотилися на дно злочинності.
Наприкінці двадцятого століття родинний набуток Фаулів опинився під загрозою, і спричинився до того не хто інший, як сам Артеміс Перший, батечко нашого героя. Після розпаду російської комуністичної імперії Артеміс-Старший надумався викрасти більшу частину Фаулівських капіталів у заснування нових пароплавних ліній до того неосяжного євразійського простору, нових споживачам, розміркував собі він, знадобляться нові споживчі товари. Звісно, що російським «хрещеним батькам» зовсім не сподобалися зусилля західного ділка, який, розштовхуючи їх ліктями, рвався на їхніх ринок, і вони вирішили послати йому невеличкий від себе «привітик». «Привітик» набув вигляду ракети «стінгер» — краденої, а як же ще,- котрою пальнули по «Фаул-Зорі», коли ця пропливала повз Мурманськ. Артеміс-старший власною персоною перебував на борту корабля разом із Лаккеєвим дядечком та 250 тисячами бляшанок кока-коли. Гарно рвонуло…
Ні-ні, Фаули не пішли по світу з торбами, боронь Боже! Але зі статусом мільярдерів розпрощалися. І тоді Артеміс Другий заприсягся виправити цю несправедливість він поновить родинне багатство. І зробить це у свій власний, неповторний спосіб.

## Персонажі (Ті, що були згадані та дійові особи)

### Багноїди(Люди)
- Артеміс Фаул ІІ — головний герой. Дванадцятирічний геній.
- Ангеліна Фаул — мати Артеміса Фаула, що збожеволіла після зникнення чоловіка.
- Артеміс Фаул I — батько Артеміса Фаула-молодшого. Зниклий безвісти.
- Лаккей — охоронець, слуга, друг Артеміса Фаула.
- Джульєтта — сестра Лаккея, служниця в обійсті Фаулів.
- Нгуєн Ксуан — інформатор, що відгукнувся на оголошення в Інтернеті. Другорядний персонаж.

### Чарівний народ
- Холлі Куць — фея, ельфиня, леприкон. Ельф-капітан ЛеППРКОНу(Легіону Підземної Поліції, Рухомого Корпусу Особливих Напрямів). Перша жінка-офіцер Легіону.
- Джуліус Корч — майор-ельф ЛеППРКОНу. Має важкий характер. Багато курить.
- О'Гир — кентавр, геніальний винахідник, незамінний у своїй справі.
- Дрюк Глодів — командир підрозділу Швидкого реагування(ЗПОПу), колишній друг Корча.
- Клопіт Келп — капітан ЗПОПу (Загону Поліції Особливого Призначення)
- Хроб Келп — капрал ЗПОПу, брат Клопоту.
- Кулумус — професор, фіхівець із теорії поведінки.
- Арґон — доктор, психолог із-під Сполучених Штатів.
- Мульч Копач — гном-клептоман, фігурує у справі численних крадіжок. Непевна особа.
- "Бородавка" — гоблін-ватаг, з яким сидів Мульч.
- Сан Д'Клас — третій король з династії Фронда Ельфійського. Відомий під ім'ям Сан Самодур.